# Бичуков, Анатолий Андреевич
Анато́лий Андре́евич Бичуко́в (24 мая 1934, Сталино — 19 февраля 2020, Москва) — советский и российский скульптор, педагог, профессор. Член Союза художников СССР с 1967 года, член-корреспондент АХ СССР (с 1988), академик и вице-президент (с 2001) Российской академии художеств. Народный художник РСФСР (1980).

## Биография
В 1949 году после окончания семилетки поступил в художественно-декоративное училище. В 1951 году, окончив училище, был направлен в Москву фасадчиком-лепщиком для оформления фасада дома на Фрунзенской набережной. В 1953 году был призван в армию. После демобилизации вернулся в Москву и стал работать художником-графиком в таких периодических изданиях, как «Литературная жизнь» и «Красная звезда».
В 1959 году поступил учиться в Московский государственный художественный институт имени В. И. Сурикова на факультет скульптуры, в 1964 году окончил курс под руководством профессора М. Г. Манизера. Одновременно посещал занятия в мастерской Л. Е. Кербеля.
В 1967 году был принят в Союз художников СССР. В 1972 году возглавил Студию художников имени В. В. Верещагина МВД СССР (России), где проработал до 2013 года. Ушёл в отставку в звании полковника внутренней службы.
С 1988 года, со дня основания Российской академии живописи, ваяния и зодчества являлся профессором, заведующим кафедрой скульптуры.
А. А. Бичуков — действительный член Российской академии художеств и Академии менеджмента в образовании и культуре, член Государственного художественного совета, полковник внутренней службы. Член Президиума (с 1998), вице-президент (с 2001), академик-секретарь Отделения скульптуры (2001—2012) Российской академии художеств.
В качестве консультанта вёл переписку с начинающими художниками[значимость факта?].
В марте 2014 года поддержал аннексию Крыма, подписал письмо президенту России Владимиру Путину в поддержку аннексии.
Умер 19 февраля 2020 года в Москве, в своей мастерской на улице Щепкина. Похоронен 21 февраля на Троекуровском кладбище.

## Работы
Среди работ скульптора — памятник Ф. Э. Дзержинскому во дворе здания ГУВД Москвы на Петровке, 38 (1977, 20 августа 1991 года был демонтирован, 8 ноября 2005 года возвращён на своё место) и памятник Михаилу Фрунзе в Ярославле (1986), памятник лётчикам гражданской авиации во Внуково (1980), «Памятник защитникам земли Российской» на Поклонной горе, памятник Сергею Есенину на Тверском бульваре и надгробная плита поэта на Ваганьковском кладбище, памятник И. Боткину, «Святой Георгий» на Трубной площади площади в Москве, памятник маршалу Г. К. Жукову в Одинцове, памятник С. А. Есенину в Ульяновске, Памятник Аркадию Пластову в Ульяновске.
Выполнил аллегорические образы России и Правосудия, портреты российских императоров Петра I, Екатерины II, Александра II и Николая I для апартаментов Президента Российской Федерации в Большом Кремлёвском дворце. Автор декора, украшающего храм Казанской иконы Божией Матери на Калужской площади.
Принимал участие в воссоздании скульптурного убранства храма Христа Спасителя в Москве. Неоднократно участвовал в российских и международных выставках, где его работы удостаивались различных медалей и дипломов.

Монумент лётчикам гражданской авиации, погибшим в Великой Отечественной войне, Внуково
Памятник защитникам земли Российской на пересечении Кутузовского проспекта и Минской улицы в Москве
Надгробный памятник С. А. Есенину на Ваганьковском кладбище
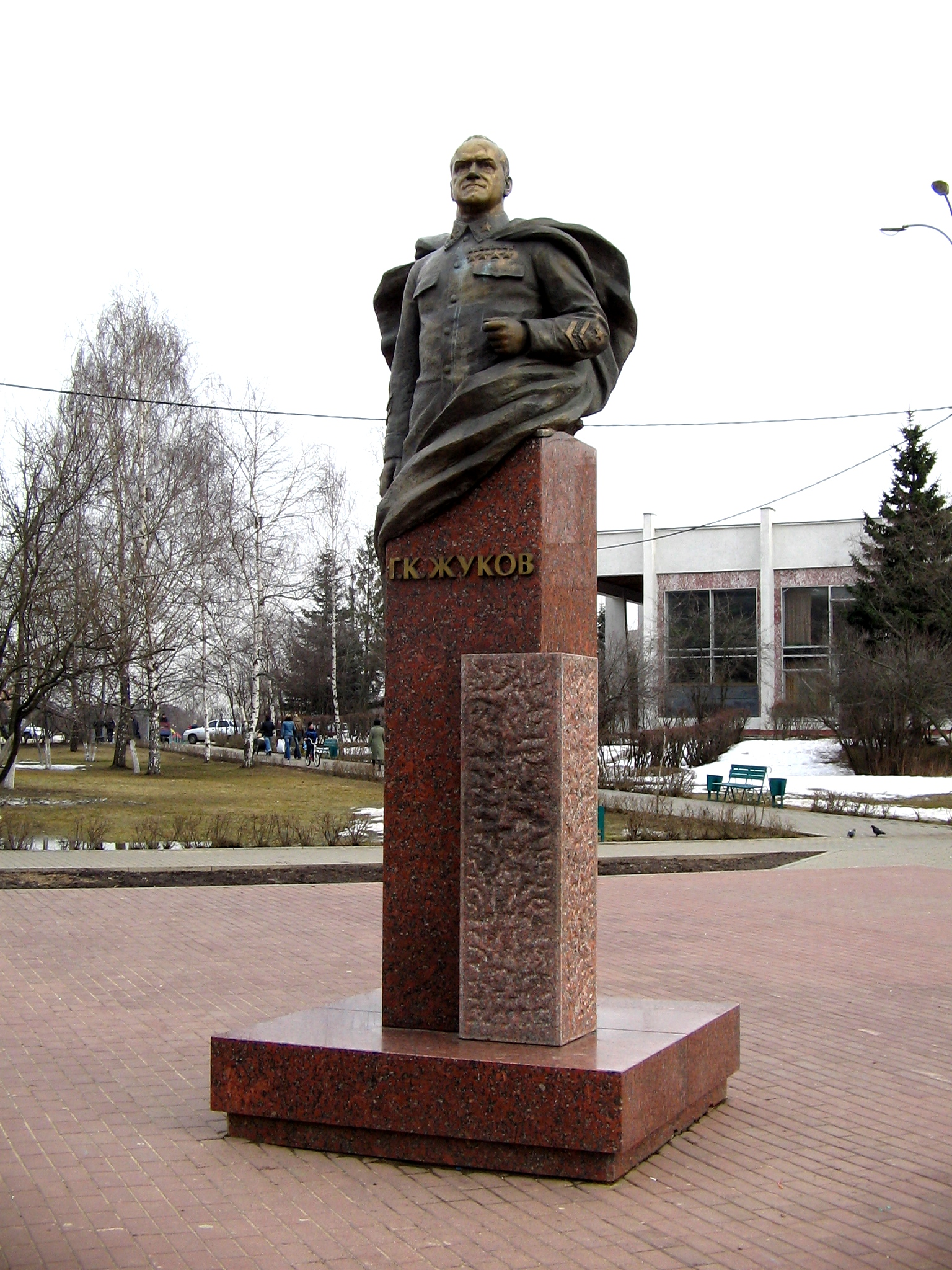
Памятник маршалу Г. К. Жукову в Одинцове
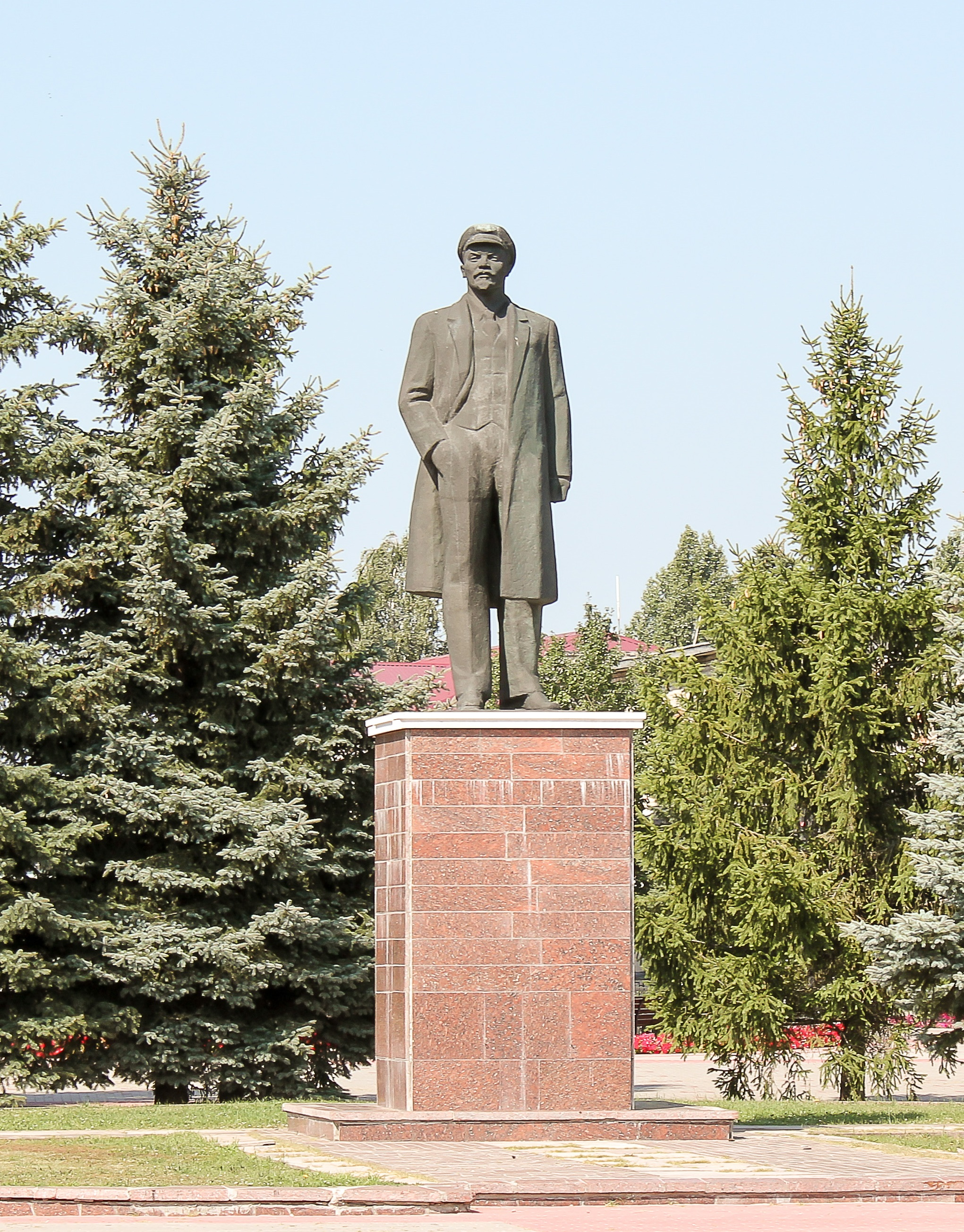
Памятник В. И. Ленину в посёлке Мучкапский Тамбовская область
Памятник погибшим солдатам правопорядка на Трубной площади в Москве
Бюст Г. П. Матвеева в городе Семёнове Нижегородской области
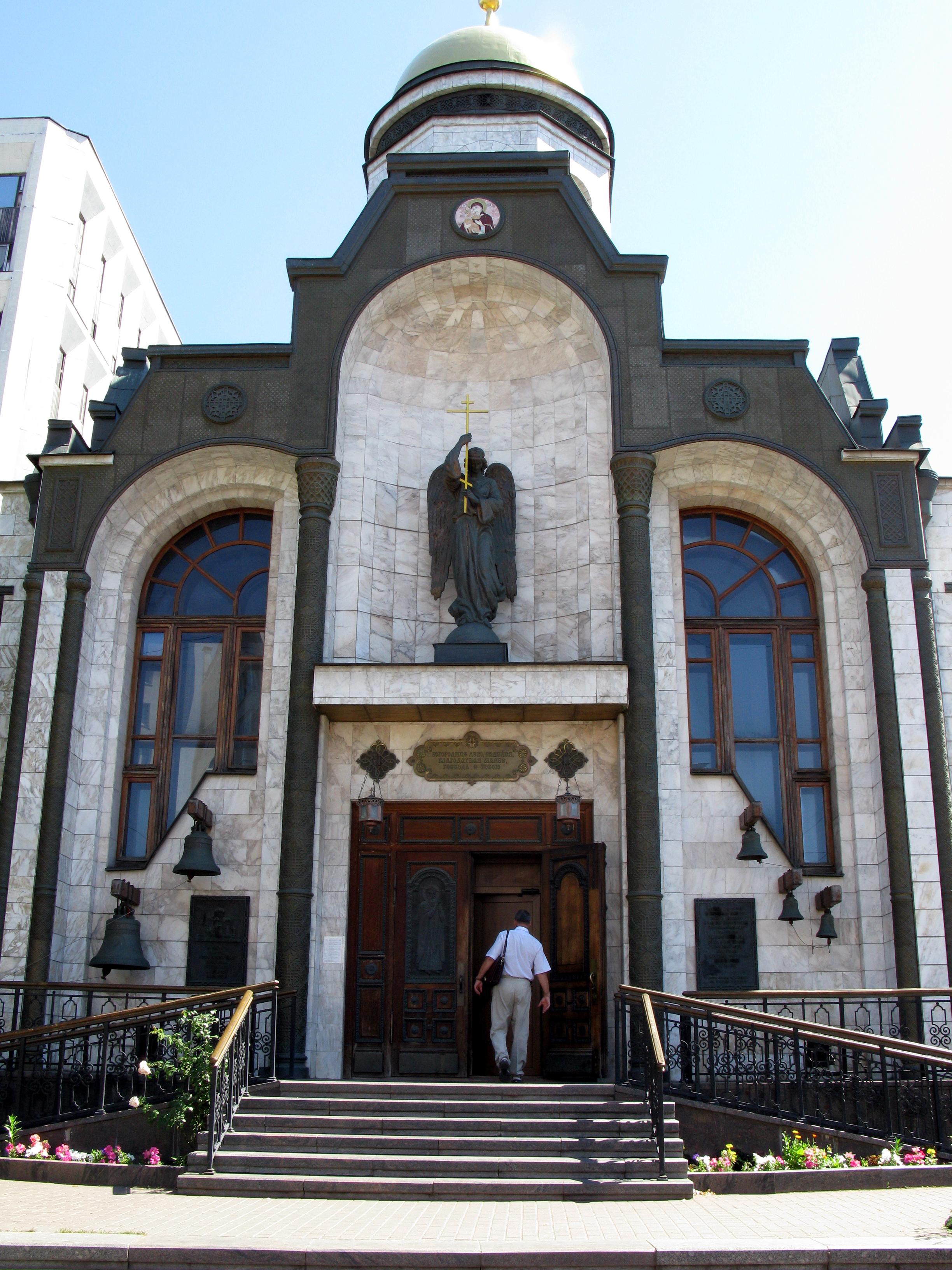
Храм Казанской иконы Божией Матери на Калужской площади в Москве
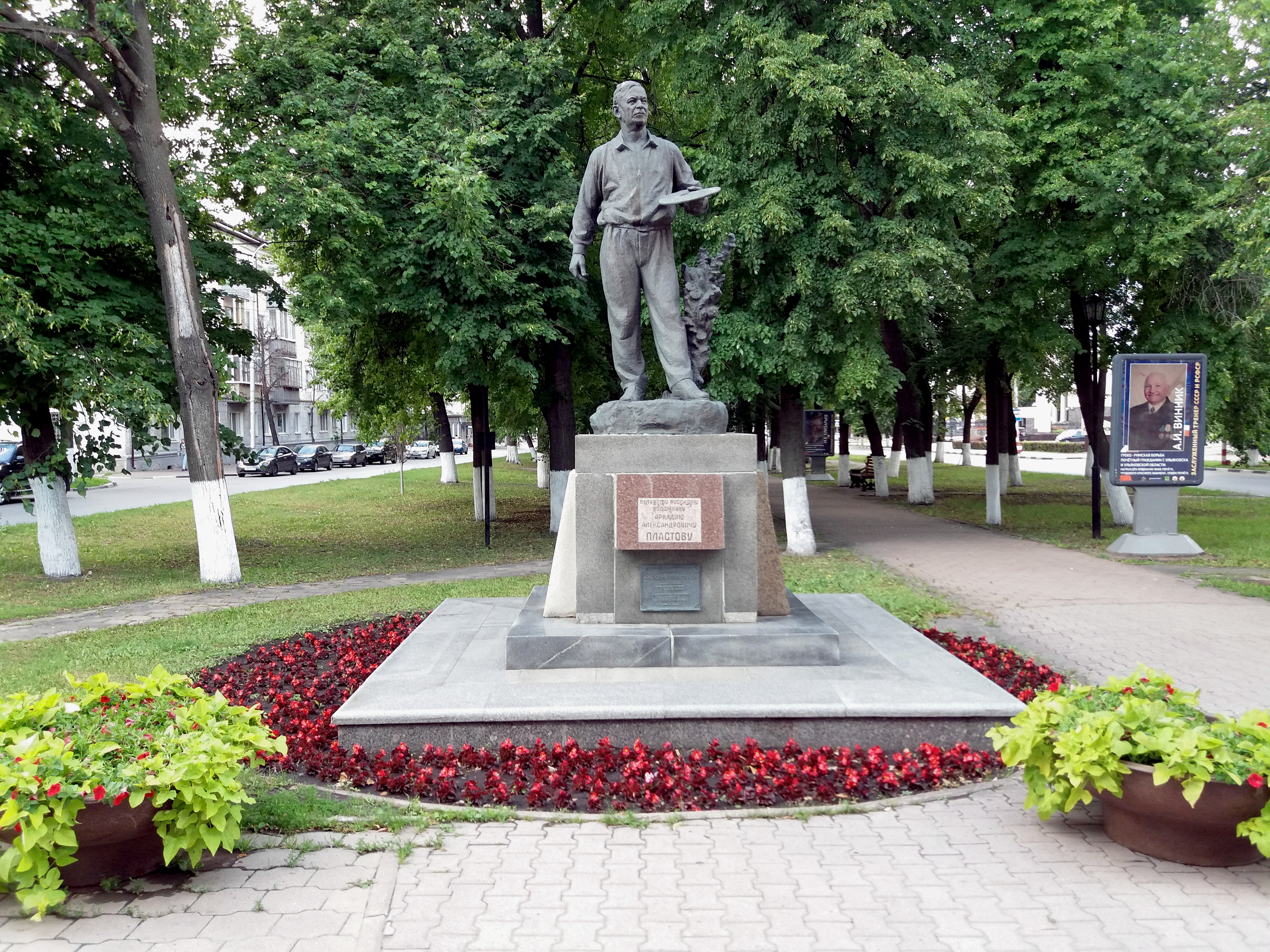
Памятник Аркадию Пластову (Ульяновск).
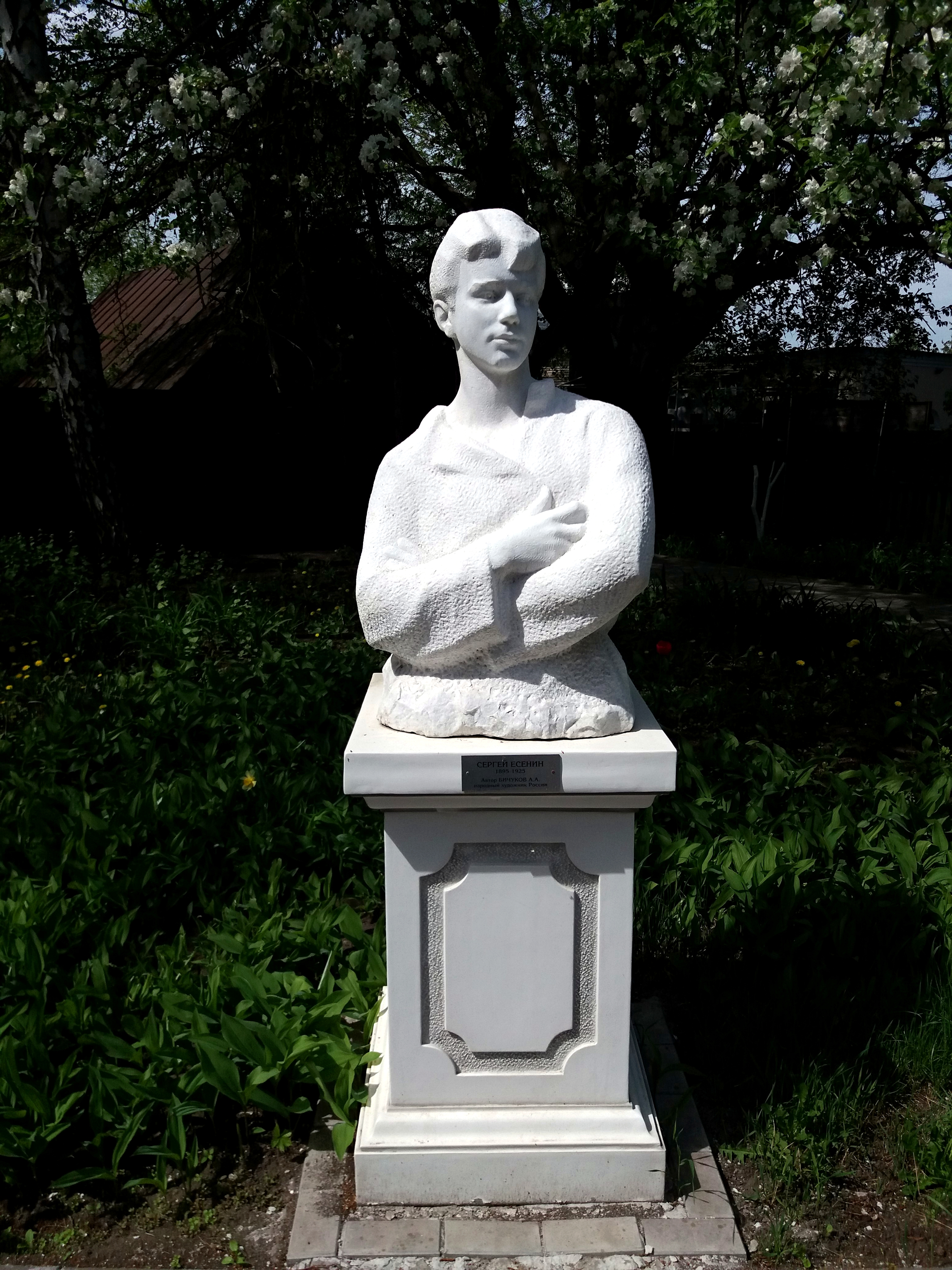
Памятник С. А. Есенину (Ульяновск).

## Награды и звания
- орден Почёта (1996).
- орден Дружбы
- Медаль ордена «За заслуги перед Отечеством» II степени (9 апреля 1996 года) — за заслуги перед государством, многолетнюю плодотворную деятельность в области культуры и искусства [5].
- Народный художник РСФСР (1980).
- Заслуженный художник РСФСР (1977).
- Благодарность Президента Российской Федерации (14 августа 1995 года) — за активное участие в подготовке и проведении празднования 50-летия Победы в Великой Отечественной войне 1941—1945 годов[6].
- Почётная грамота Правительства Москвы (21 мая 2004 года) — за многолетнюю плодотворную работу по развитию отечественного изобразительного искусства и в связи с 70-летием со дня рождения[7]
- Премия МВД СССР (1989).
- 2 премии МВД России (2000, ?).
- Премия города Москвы.
- Международная премия имени М. А. Шолохова в области литературы и искусства (2004).
- Орден святого благоверного князя Даниила Московского III степени (награда Русской православной церкви).
- медаль Преподобного Сергия Радонежского (2000)
- Золотая медаль РАХ(2009 г.),
- медаль «За заслуги перед Академией» (2014)